# Carlia tetradactyla
Carlia tetradactyla (райдужний сцинк південний) — вид сцинкоподібних ящірок родини сцинкових (Scincidae). Ендемік Австралії.

## Поширення й екологія
Південні райдужні сцинки мешкають на південному сході Австралії, від Беналли в штаті Вікторія вздовж західних схилів Великого Вододільного хребта через Новий Південний Уельс до регіону Дарлінг-Даунс на південному сході Квінсленду, а також уздовж річки Гантер до узбережжя. Вони живуть у сухих склерофітних лісах, рідколіссях та садах.